# Verbascum stachydifolium
Verbascum stachydifolium är en flenörtsväxtart som beskrevs av Pierre Edmond Boissier och Heldr.. Verbascum stachydifolium ingår i släktet kungsljus, och familjen flenörtsväxter. Utöver nominatformen finns också underarten V. s. adspersum.